# Wieżowiec Centrali Tekstylnej
Wieżowiec Centrali Tekstylnej – socrealistyczny wieżowiec znajdujący się w Łodzi przy ul. Sienkiewicza 3/5, wzniesiony w latach 1951–1955, zaprojektowany przez architekta Jana Kruga. Potocznie nazywany „wieżowcem TVP” ze względu na przylegający do niego budynek Łódzkiego Ośrodka Telewizyjnego, w którym mieści się siedziba Telewizji Polskiej w Łodzi.

## Historia
Na projekt wieżowca Centrali Tekstylnej ogłoszono konkurs w 1948 r. Wśród 10 nadesłanych prac konkursowych, jury konkursowe pod przewodnictwem Eugeniusza Wierzbickiego w dniach 26–27 lipca 1948 roku i 1 sierpnia wybrało projekt inż. arch. Jana Kruga. W związku z faktem, iż obowiązującym stylem architektonicznym wówczas zaczął stawać się socrealizm, koniecznym było przeprojektowanie budynku. Obiekt został przearanżowany, a stylistyka zmieniona z modernistycznej, przeszklonej bryły, na socrealistyczną. W lipcu 1951 roku na łamach gazet donoszono o przeprojektowaniu budynku. Budowlę podwyższono, a jego górne kondygnacje cofnięto i zwężono w stosunku do pierwotnej bryły. W trakcie budowy zlikwidowano Centralę Tekstylną, co wiązało się z zahamowaniem procesu budowy, a także z koniecznością znalezienia instytucji, które mogłyby wykorzystać budynek.
Obecnie w budynku mieszczą się m.in.:
- Starostwo Powiatowe w Łodzi,
- Rada Powiatu Łódzkiego Wschodniego,
- Zarząd Dróg Wojewódzkich.

Z nadajnika na wieżowcu nadawane są programy TVN i RMF FM.